# 太原北站
太原北站位于中华人民共和国山西省太原市尖草坪区。太原北站在1933年启用，为中国铁路太原局集团有限公司管辖的客货运一等站及编组場。該站是石太铁路的终点站，也是西山、汾太以及皇太线的起点站。
2015年11月10日起，太原北站停止客运业务。

## 车站设施
太原北站共有到发线87条，其中包括正线9条、调车线36条。另設有六个车场。

## 使用情况
太原北站是石太铁路的货运一等站及编组場，也是中国主要编组站之一。货运方面，主要办理货物列车的日常到发、编解作业，也負責办理矿、煤业原料及产品的到发作业。

## 历史
1934年8月，西北炼铁厂建成，为了利用阳曲县河口地区的铁矿炼铁，于1935年修建了炼铁厂连接北同蒲线的车站，称为新城车站。1949年后，全国铁路有两个新城站，1957年该站更名为七府坟站。1957年9月，在七府坟车站的东侧卧虎山下新建太原北枢纽编组站，于1959年8月竣工。1959年11月19日，经铁道部和山西省政府批准，原石太铁路太原北站更名为太原东站；七府坟站正式更名为太原北站。